# Wir Flüchtlinge
Wir Flüchtlinge (deutschsprachige Fassung erstmals 1986), im englischen Original We Refugees, ist ein paradigmatischer Essay von Hannah Arendt über das politische Selbstverständnis von Flüchtlingen, das sie 1943 in der jüdischen Zeitschrift Menorah Journal publizierte.

## Inhalt
Arendt zeichnet die Lebensgeschichte eines „Herrn Cohn“ nach, der als jüdischer Flüchtling sich intensiv – „150-prozentig“ – bemüht, sich in dem jeweiligen Nationalstaat zu assimilieren. Doch für einen Flüchtling bleiben alle Anstrengungen, ein Deutscher, ein Wiener oder ein Franzose und somit ein politisches Mitglied der Gesellschaft zu sein, erfolglos. Als Staatenloser bleibt er rechtlos und „vogelfrei“. Herr Cohn stellt am Ende für sich mit Balzac fest: on ne parvient pas deux fois (sein Glück kann man nicht zwei Mal finden).
In diesem Text plädiert Arendt gegen die Anstrengung der Assimilation und für ein neues Selbstbewusstsein der Flüchtlinge, für ihre Sache politisch zu werden:
„Die Geschichte ist für sie [die jüdischen Flüchtlinge] kein Buch mit sieben Siegeln und Politik kein Privileg der Nichtjuden mehr. Sie wissen, dass unmittelbar nach der Ächtung des jüdischen Volkes die meisten europäischen Nationen für vogelfrei erklärt wurden. Die von einem Land ins andere vertriebenen Flüchtlinge repräsentieren die Avantgarde ihrer Völker.“
Ihre Analyse, dass der Imperialismus die Nationalstaaten zersetzt und Menschen mit Nationalitäten ohne territoriale Bindungen für vogelfrei erklärt habe, vertiefte Hannah Arendt in ihrem Hauptwerk Elemente und Ursprünge totaler Herrschaft (dt. 1955). Sie konstatierte das „Recht, Rechte zu haben“ und führte aus, dass das Konzept der aus der Natur des Menschen oder göttlicher Gebote begründeten Menschenrechte die Millionen Heimat- und Staatenlosen des 20. Jahrhunderts nicht beträfe. Rechte könne es nur innerhalb eines politischen Gemeinwesens geben, dessen Mitglieder sich diese gegenseitig versichern.
Die „Entmündigung“ der Flüchtlinge durch eine „Fabrikation von Leichen“ war für Arendt ein deutliches Zeichen für Fehler in den bisherigen politischen Theorien, die diese Tatbestände nicht erfassten. Eine Theorie des politischen Handelns müsse auf der Grundlage einer Analyse der rechtlichen Situation der Flüchtlinge entwickelt werden. Sie forderte im Aufbau – schon vor dem Erscheinen des Essays – eine jüdische Armee innerhalb der alliierten Truppen. Eine solche Armee sei die einzige wirkungsvolle Antwort der Juden auf die Lügen, dass die Gegner der Nationalsozialisten mehr oder weniger bewusst für das „internationale Judentum“ kämpften. Nur so werde verstanden, „daß nur wenn die Juden als Juden mitkämpfen, das Gerede, daß andere für sie kämpfen, verschwinden wird“. Zudem seien die Nationalsozialisten dadurch zu bewegen, die Juden als feindliche Nation im Sinne des Kriegsrechts anzuerkennen. Auch das Recht, bei internationalen Konferenzen – wie einer Friedenskonferenz – anwesend zu sein, sah sie von dem Status als Nation abhängig.

## Rezeption
Obwohl sie diese Thesen ausführlich in ihrem als Standardwerk der Politikwissenschaft anerkannten Werk Elemente und Ursprünge totaler Herrschaft vertreten hat, werden sie in Deutschland erst seit wenigen Jahren breiter diskutiert. We Refugees wurde erst 1986 ins Deutsche übersetzt und publiziert.
Nach Thomas Meyer ist die Formel Arendts, ein »Recht, Rechte zu haben« „nicht weniger als Arendts auf eine knappe Formel gebrachte Revolution des Menschenrechtsdiskurses.“ Er behaupte weiter, dass Wir Flüchtlinge „eines der wenigen politischen Programme einer Philosophin [ist], das im täglichen Kampf um Menschenrechte tatsächlich wirksam geworden ist.“

## Ausgaben
- Hannah Arendt: We Refugees. Menorah Journal, 1943.
- Hannah Arendt: Wir Flüchtlinge. In: Zur Zeit. Politische Essays. Aus dem Amerikanischen von Eike Geisel. Hrsg. von Marie Luise Knott. Rotbuch, Berlin 1986, ISBN 3-88022-715-2, S. 7–21 (dtv-Taschenbuch München 1989 ISBN 3-423-11152-6).
- Hannah Arendt: We Refugees, in: South As A State Of Mind, Heft 6, 2015.[4]
- Hannah Arendt: Wir Flüchtlinge. Philipp Reclam jun. Verlag GmbH (Stuttgart) 2016. 64 Seiten. ISBN 978-3-15-019398-3.